# Hitorp
Hitorp herrgård ligger vid sydvästra stranden av Norasjön i Nora kommun. Den första herrgården uppfördes 1740 av mantalskomissarie Olof Bohman och hans hustru Anna Christina Trotzig. Det första namnet på egendomen var Christinelund efter hustrun.
Nuvarande huvudbyggnad uppfördes 1876 av häradshövding Magnus Unger. Byggnaden renoverades 1920. Den är uppförd i timmer och har två våningar. Det finns två envåningsflyglar, varav en i sten och den andra av timmer.
Egendomen omfattar 80 ha, varav 26 ha åker och 48 ha skog. Idag har Noras stadsbebyggelse kommit herrgården uppå knutarna.